# Филдинг, Фрэнк
Фрэнсис Дэвид «Фрэнк» Филдинг (англ. Francis David Fielding род. 4 апреля 1988 года в Блэкберне, Англия) — английский футболист, вратарь, выступающий за «Сток Сити».

## Клубная карьера
Филдинг является воспитанником футбольной академии «Блэкберн Роверс». 28 сентября 2007 года был отдан в аренду в «Уиком Уондерерс» на три месяца. По ходу сезона у «Уикома» травмировались и первый и второй вратарь, поэтому у Дэвида появился шанс дюбитировать на взрослом уровне. В первой своей игре Филдинг отстоял на ноль против «Брэдфорд Сити» (1:0). Его аренда была продлена до конца сезона.
Затем он присоединился к «Нортгемптон Таун», снова в аренду на три месяца.
6 января 2009 года перешёл в аренду «Рочдейл», где он был в роли главного голкипера, прежде чем его новый клуб не вылетел в плей-офф, уступив «Джиллингему» в полуфинале. 2 февраля Филдинг выразил желание остаться в «Рочдейле» до конца сезона 2008/09.
29 сентября 2009 года, Филдинг присоединился к «Лидс Юнайтед» на один месяц из-за неожиданной травмы основного вратаря «Юнайтед». 26 октября руководство клуба объявило, что не будет продлевать аренду и он вернулся в «Блэкберн».
1 февраля 2010 года, Филдинг вернулся в «Рочдейл» на правах аренды, до конца сезона 2009/10.
Филдинг снова начал сезон 2010/11 дублером Пола Робинсона, в то же время им заинтересовался «Дерби Каунти». Сам Филдинг заявил по этому поводу: «Это худшее чувство, когда вы тренируетесь все недели, и не играете — так что если кто хочет, меня арендовать, я доступен!» Фрэнк перешёл на правах аренды в «Дерби» на четыре недели, и уже на следующий день играл в матче с «Престон Норт Энд». Его дебют за новую команду стал удачным — Дерби победил со счётом 3:0. Аренда была продлена ещё на месяц. После семи матчей, три из которых он сыграл на ноль, команда взяла 15 очков из возможных 21. Вследствие чего «Дерби Каунти» занял четвёртую строчку в таблице. После выздоровления основного вратаря, Филдинг вернулся в «Блэкберн» в декабре.
В феврале 2011 года, у «Дерби Каунти» вновь получил травму основной вратарь, Филдинг вернулся в клуб на правах аренды. Хотя было объявлено, что аренда до конца сезона 2010/11, из-за двух месяцев чрезвычайных аренд Филдинга с клубом в октябре и ноябре означало, что он мог остаться в клубе только ещё на один месяц.

### Дерби Каунти
9 мая 2011 года было объявлено, что Филдинг подписал трехлетний контракт с «Дерби Каунти». Сумма трансфера составила 400000 фунтов.

### Бристоль Сити
26 июня 2013 года Фрэнк перешёл в «Бристоль Сити», подписав с клубом трёхлетний контракт.

## Международная карьера
Фрэнк дебютировал за молодёжную сборную Англии 18 ноября 2008 года, в матче с Чехией.
Филдинг получил свой первый вызов в Национальную сборную 10 августа 2010 года на товарищеский матч против сборной Венгрии, после того как получил травму Бен Фостер. Решение о вызове в сборную голкипера из третьего по силе чемпионата английского футбола, вызвало критику..